# Johan Gabriel Linsén

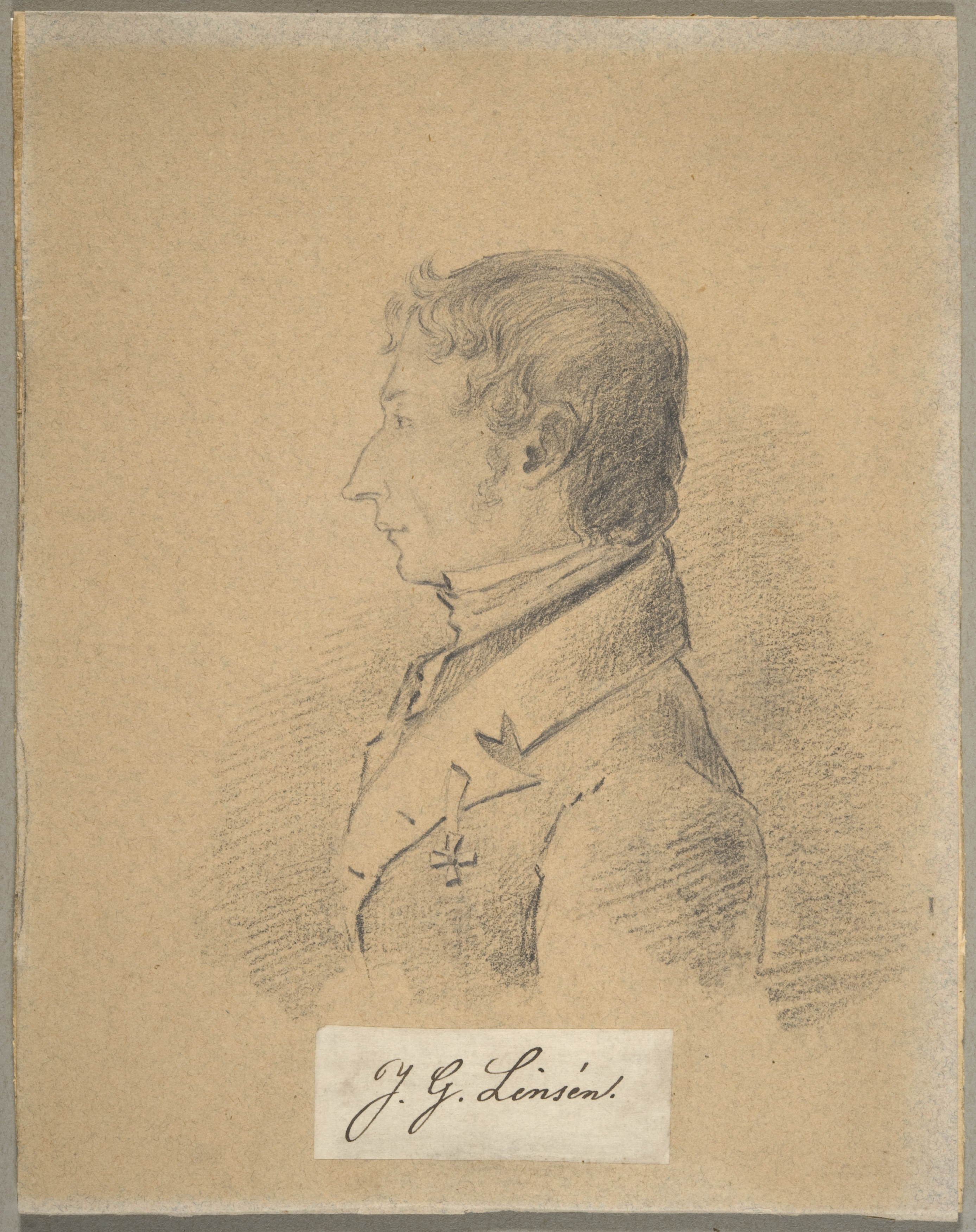

Johan Gabriel Linsén, född 27 december 1785 i Helsingfors, död 16 november 1848 i Helsingfors, var en finländsk diktare.
Linsén var professor i romersk litteratur vid Helsingfors universitet från 1828. Han publicerade sina dikter i Aurorasällskapets album 1817–18 och teoretiska artiklar om finskan i tidskriften Mnemosyne 1819–23. Han var en av grundarna av Finska litteratursällskapet och dess ordförande 1833–41.
Hans dotter Johanna Mathilda Linsén (1831–72) var banbrytare inom finländsk blindpedagogik och hans son Selim Gabriel Linsén (1838–1914) var tonsättare.

## Utmärkelser
- Sankt Vladimirs orden, fjärde klassen,  1833[1]
- Sankt Stanislausorden, andra klassen,  1839[1]

[Redigera Wikidata]